# Wilhelm Altmann
Wilhelm Albrecht Altmann (Adelnau, ma Odolanów, Lengyelország, 1862. április 4. – Hildesheim, 1951. március 25.) német történész, könyvtáros.

## Élete
Az adelnaui lelkész, Carl Friedrich Wilhelm Altmann és Ida Heinersdorf gyermeke volt. Már általános iskolás korában mint hegedűs zenélt operabemutatókon a breslaui (ma: Wrocław) Elisabet-Gymnasiumban. Alapfokú tanulmányai befejeztével a Marburgi Egyetemen és a berlini Humboldt Egyetemen történelmet, filológiát és politológiát tanult. 1882-ben Marburgban a  Burschenschaft Germania tagja lett. 1885-ben doktorált, témája Albert magyar király német királlyá választása volt. 1886-ban önkéntes, ugyanabban az éven asszisztens, 1888-ban kurátor lett a wrocławi Egyetemi Könyvtárban. 1889-ben áthelyezték a greifswaldi Egyetemi Könyvtárba. 1893-ban habilitált. Greifswaldban mint magántanár működött, ezalatt több jelentős publikációja jelent meg többek közt Zsigmond magyar király regesztáiról. Ernst Bernheimmel közösen jelentetett meg egy dokumentumgyűjteményt a német alkotmánytörténetről. 1890-ben zenei egyesületet alapított, amelynek 1895-től vette át a vezetését.
1900-ban vezető könyvtárossá léptették elő, s áthelyezték a berlini Királyi Könyvtárba. 1905-ben professzori címet kapott. Tagja lett az Oskar Fleischer által alapított Internationalen Musikgesellschaft-nak, itt készült Musikbibliotheken – ein frommer Wunsch című előadása, amelyben egy német központi zenei könyvtár megalapítását szorgalmazta, amely az összes, Németországban megjelent zeneművet eredeti formában őrizné. Felszólította a zeneműkiadókat, hogy ingyenes letétként minden egyes kiadványukból küldjenek be a könyvtár részére. A felhívás hatására rengeteg kiadvány érkezett, amelyeket folyamatosan regisztrálni kellett, Altmann emiatt szakított a régi könyvtári rendszerekkel és szokásokkal, hatékonyabb rendszereket fejlesztve ki. Ebben komoly hasznára volt történész tudása, amelyet a középkori regeszták tanulmányozásával szerzett. A korban az is újdonságnak számított, hogy a munkához asszisztenseket vett fel. Berlinben 1906-ban megalapította a Deutsche Musiksammlung bei der königlichen Bibliothek (Német Zenei Gyűjtemény a Királyi Könyvtárban), ezt később összevonták a szintén az ő irányítása alatt álló régi zenegyűjteménnyel. E létesítmény lett a kiadók által beküldött példányok gyűjtőhelye. Altmann 1915 és 1927 közt a Porosz Állami Könyvtár (ma: Staatsbibliothek zu Berlin) zenei könyvtára igazgatója lett. Philipp Losch volt a munkatársa mint könyvtári tanácsos. 1917-től Altmann a bückeburgi Zeneművészeti Fejlesztési Intézet (Fürstlichen Instituts für musikwissenschaftliche Forschung) tagja volt. Mint zenekritikus, kották, zenészek életrajzai, bibliográfiáinak szerkesztője is tevékenykedett.
Altmann maga is zenélt, vonósnégyesben hegedült. A maga idejében a kamarazenei irodalom egyik legkiemelkedőbb szakértőjének tartották, számos kézikönyvet írt, amelyekben az előadásokhoz adott gyakorlati tanácsokat. A zenészek számára a megszokott repertoáron kívüli értékes zeneművek előadását javasolta. Zenei ízlése összességében konzervatívnak tekinthető, a modern irányzatokkal, különösen a dodekafóniával szemben szkeptikus volt. 
Felesége Marie Altmann volt, három gyermeke született: Ulrich, Ursula és Berthold.

## Válogatott munkái
- Die Wahl Albrechts II. zum römischen Könige., disszertáció, (1885)
- Acta Nicolai Gramis (1889)
- Eberhard Windeckes Denkwürdigkeiten zur Geschichte des Zeitalters Kaiser Sigmunds. (1893)
- Die alte Frankfurter Deutsche Uebersetzung der Goldenen Bulle Kaiser Karls IV. (1897)
- Öffentliche Musikbibliotheken – Ein frommer Wunsch, megjelent: Zeitschrift der internationalen Musikgesellschaft, Jg. 1903, H. 1, S. 1–17.
- Richard Wagners Briefe nach Zeitfolge und Inhalt (1905)
- Die künftige „Deutsche Musiksammlung“ bei der Königl. Bibliothek in Berlin, megjelent: Zentralblatt für Bibliothekswesen, 23. Jg., 1906, H. 2, S. 66 ff.
- Ausgewählte Urkunden zur außerdeutschen Verfassungsgeschichte seit 1776, 2. átdolgozott kiadás (1913)
- Ausgewählte Urkunden zur Brandenburgisch-Preussischen Verfassungs- und Verwaltungsgeschichte, 1. Teil 15.–18. Jahrhundert, 2. stark vermehrte Auflage (1914)
- Ausgewählte Urkunden zur Brandenburgisch-Preussischen Verfassungs- und Verwaltungsgeschichte, 2. Teil 1806–1849, 2. stark vermehrte Auflage (1915).
- Die Kammermusikwerke von Friedrich Lux (1920)
- Handbuch für Streichquartettspieler, Bd. 1: Streichquartette (1927)
- Handbuch für Streichquartettspieler, Bd. 2: Streichquartette (1927)
- Handbuch für Streichquartettspieler, Bd. 3: Streichtrios, -quintette, -sextette, -oktette (1929)
- Handbuch für Streichquartettspieler, Bd. 4: Musik für Streicher und Bläser (1930)
- Handbuch für Klaviertriospieler (1934)
- Handbuch für Klavierquintettspieler (1936)
- Handbuch für Klavierquartettspieler (1937)
- Otto Nicolais Tagebücher (1937)

## Fordítás
- Ez a szócikk részben vagy egészben  a   Wilhelm Altmann című német Wikipédia-szócikk ezen változatának fordításán alapul.  Az eredeti cikk szerkesztőit annak laptörténete sorolja fel. Ez a jelzés csupán a megfogalmazás eredetét és a szerzői jogokat jelzi, nem szolgál a cikkben szereplő információk forrásmegjelöléseként.